# Escalier de service
Escalier de service è un film del 1954 diretto da Carlo Rim.